# Ectropis fasciata
Ectropis fasciata är en fjärilsart som beskrevs av Eugen Wehrli 1943. Ectropis fasciata ingår i släktet Ectropis och familjen mätare. Inga underarter finns listade i Catalogue of Life.